# RUFY3
RUFY3 (англ. RUN and FYVE domain containing 3) – білок, який кодується однойменним геном, розташованим у людей на 4-й хромосомі. Довжина поліпептидного ланцюга білка становить 469 амінокислот, а молекулярна маса — 52 965.
| 10         |  | 20         |  | 30         |  | 40         |  | 50         |
| ---------- |  | ---------- |  | ---------- |  | ---------- |  | ---------- |
| MSALTPPTDM |  | PTPTTDKITQ |  | AAMETIYLCK |  | FRVSMDGEWL |  | CLRELDDISL |
| TPDPEPTHED |  | PNYLMANERM |  | NLMNMAKLSI |  | KGLIESALNL |  | GRTLDSDYAP |
| LQQFFVVMEH |  | CLKHGLKAKK |  | TFLGQNKSFW |  | GPLELVEKLV |  | PEAAEITASV |
| KDLPGLKTPV |  | GRGRAWLRLA |  | LMQKKLSEYM |  | KALINKKELL |  | SEFYEPNALM |
| MEEEGAIIAG |  | LLVGLNVIDA |  | NFCMKGEDLD |  | SQVGVIDFSM |  | YLKDGNSSKG |
| TEGDGQITAI |  | LDQKNYVEEL |  | NRHLNATVNN |  | LQAKVDALEK |  | SNTKLTEELA |
| VANNRIITLQ |  | EEMERVKEES |  | SYILESNRKG |  | PKQDRTAEGQ |  | ALSEARKHLK |
| EETQLRLDVE |  | KELEMQISMR |  | QEMELAMKML |  | EKDVCEKQDA |  | LVSLRQQLDD |
| LRALKHELAF |  | KLQSSDLGVK |  | QKSELNSRLE |  | EKTNQMAATI |  | KQLEQSEKDL |
| VKQAKTLNSA |  | ANKLIPKHH  |  |            |  |            |  |            |

A: Аланін

C: Цистеїн

D: Аспарагінова кислота

E: Глутамінова кислота

F: Фенілаланін

G: Гліцин

H: Гістидин

I: Ізолейцин

K: Лізин

L: Лейцин

M: Метіонін

N: Аспарагін

P: Пролін

Q: Глутамін

R: Аргінін

S: Серин

T: Треонін

V: Валін

W: Триптофан

Кодований геном білок за функціями належить до білків розвитку, фосфопротеїнів. 
Задіяний у таких біологічних процесах, як диференціація клітин, нейрогенез, альтернативний сплайсинг. 
Локалізований у цитоплазмі, мембрані, клітинних контактах, клітинних відростках.